# HRC/RES/48/13
HRC/RES/48/13ː 享有清洁、健康和可持续环境的人权是联合国人权理事会（HRC）于2021年10月8日通过的决议。该决议承认享有清洁、健康和可持续环境的权利为一项人权。该决议于联合国人权理事会第四十八届会议通过，是该理事会第一次在一项决议中承认一项人权。该决议由该理事会人权与环境核心小组（哥斯达黎加、马尔代夫、摩洛哥、斯洛文尼亚和瑞士）草拟，并以43票赞成、0票反对及4票弃权（中国、印度、日本和俄罗斯）通过。

## 联合国大会
该决议并决议并不具有法律约束力，但它“邀请大会审议此事”。